# World Beer Awards
Els World Beer Awards són els premis que anualment un jurat internacional atorga a les millors cerveses des del 2007. El concurs puntua tant el gust com el disseny de les cerveses.

## Criteris
El concurs jutja i premia només les cerveses que s'han presentat. Els participants han de presentar les cerveses, pagant una quota d'inscripció que varia segons el continent i el nombre de participants. A Europa, el preu varia de 75 euros per presentar una cervesa en una de les categories que premien el disseny, i 205 euros per presentar una cervesa en una de les categories que premien el gust de les cerveses.
Els participants trien ells mateixos la categoria i la subcategoria en què volen inscriure la seva cervesa.

### Gust
Les cerveses agrupades per subcategoria són tastades a cegues pel jurat per zona geogràfica. El jurat està compost per cervesers, citòlegs, distribuïdors i periodistes gastronòmics. Les cerveses són premiades com la millor cervesa del país per a cadascuna de les subcategories. Es poden atorgar mencions d'or, plata i bronze per recompensar diverses cerveses per al mateix país i la mateixa subcategoria.
Per a cadascuna de les nou categories principals, una final enfronta guanyadors de diferents països i subcategories per atorgar un premi a la millor cervesa d'una d'aquestes nou categories.

### Criteris de disseny
El disseny es jutja per a cada categoria per a totes les cerveses del món alhora.

## Categories

### Gust de cerveses
Deu categories competeixen per premiar el gust de les cerveses, i cada categoria es divideix en diverses subcategories, cosa que sumen un total de més de 80 categories que permeten atorgar un premi basat en el gust de la cervesa.
- Cervesa negra
- Cervesa aromatitzada
- IPA
- Cervesa lager, de baixa fermentació
- Cervesa sense alcohol i baixa en alcohol
- Cervesa pàl·lida, cervesa d'alta fermentació
- Cervesa Àcida i Salvatge
- Cervesa especial
- Stout i Porter
- Cervesa de blat, cervesa de blat

### Disseny
Nou categories competeixen per recompensar el disseny.
- Millor gamma d'ampolles
- Millor gamma de llaunes
- Disseny d'ampolles
- Disseny de llaunes
- Disseny d'etiquetes
- Disseny multipack
- Nou llançament
- Presentació
- Redisseny / Rellançament

## Controvèrsies
Alguns critiquen aquesta competició a causa del gran nombre de categories en què les cerveses poden competir i la gran proporció de cerveses registrades que reben una medalla. Les marques valoren la visibilitat que els dona el concurs.
El nombre de categories, però, es manté força coherent amb les categories generalment utilitzades pels professionals, com ara les de la BJCP o la Brewers Association.